# نیام نقره‌ای
نیام نقره‌ای (نام علمی: Argyrolobium) نام یک سرده از تیره باقلاییان است.